# Ndop
Ndop, anche nota come Ramunka o Bamunka, è la capitale del dipartimento di Ngo-Ketunjia, in Camerun.